# 中道 (佛教)
中道，佛教術語，為釋迦牟尼的核心教義之一；相對於二邊，包括有無、苦樂、生滅等，釋迦牟尼在說法時，主張應遠離二邊，至於中道。釋迦牟尼在講述中道時，通常都與緣起、十二緣起連結在一起，用來闡明無我、空的道理。
部派佛教時期，多只是援引《阿含經》的內容，對中道思想並沒有進一步發展。直到大乘佛教興起，在般若系經典與中觀派經典中，中道思想開始成為理論核心。如來藏學派中，以中道為如來藏的代稱之一。

## 概論
在梵文中，madhya是形容詞，中間的意思。加上最高級詞尾mā，形成madhyamā，意為最中、至中。mārga是道、道路、正確道路的意思。madhyamā-mārga可以解釋為，最中間的道路；另一個意思，則是指在路程的一半、道路中途。加上詞尾-ka，名詞化成為專用術語，之後形成madhyamāka。
梵語：，意思是道路、行道、道支、正道。四聖諦中的苦滅道諦就使用了這個字。　
根據昭慧法師研究，在阿含經中，除了用於形容道路中途之外，中道有三種使用方法：
1. 當使用於法義討論時，中道都與緣起、十二緣起一同出現，這三個概念緊密相關，因此可稱為緣起中道。
2. 當討論於實際修行時，中道與遠離苦、樂兩邊一同出現，稱為苦樂中道。
3. 第三種用法，則是與八正道一同出現，因此又稱八正道中道。

## 阿含經的中道說

### 緣起中道
在《雜阿含經》中，中道一詞出現六次，都是用於法義討論。包括了：
- 第10卷〈262經〉，提出不有不無的中道[2][3]。此經是阿難講述迦旃延的故事，原本的故事出自第12卷〈301經〉[1]。〈301經〉、〈302經〉同樣提出不有不無之中道[4]。
- 第12卷〈297經〉大空法經，提出不一不異為中道[5]。〈300經〉提出不常不斷為中道[6]。

在《雜阿含經》中，提出了不一不異，不常不斷，與不有不無等中道概念。中道、緣起、十二緣起是被連結在一起的，可以被視為是一組相同的概念。

### 離苦樂中道與八正道中道
在《中阿含經》中，提出遠離欲樂與苦行兩個極端，作為修行的中道，並明確提出以八正道為修行指引。
- 卷26〈求法經〉[7]。
- 卷43〈拘樓瘦無諍經〉[8]。
- 卷56〈晡利多品羅摩經〉中提出，應遠離凡人著於欲樂，以及追求自我折磨、非聖賢所求的行為，追求中道，這個中道，也就是八正道[9]。此段說法，相當於《五分律》[10]與南傳《相應部》《轉法輪經》[11]。

## 大乘佛教的發展
《大般若經》提出，中道為六波羅密中的慧學，學習中道讓人可以遠離邊見。《瑜伽師地論》認為，學習中道可以使人遠離兩邊的邪見，破除戒禁取見。
龙树提出八不中道。

## 現代研究
呂澂認為，從經律記載來看，釋迦牟尼在鹿野苑對五比丘首次說法時，是先說中道，之後講述八正道，最後才說四諦。

## 外部連結
- 釋昭慧《「中道」之根源義與衍生義——依佛教倫理觀點作深層探索》